# Patrick Lachaert
Pour les articles homonymes, voir Lachaert.
Patrick Lachaert, né le 28 mai 1948 et mort le 19 août 2012 à Gand est un homme politique belge flamand, membre du OpenVLD.
Il est docteur en droit et licencié en notariat (RUG).
En 2009, il ne se représente plus pour laisser la place à son fils, Egbert

## Fonctions politiques
- 1977-     Conseiller communal à Merelbeke
- 1977-1982 Échevin à Merelbeke
- 1989-1994 Échevin à Merelbeke
- 2001-2003 Échevin à Merelbeke
- 1995-2009 Membre du Parlement flamand

## Distinctions
- Chevalier de l'Ordre de Léopold (2004)